# Cyril Bickersteth
Montagu Cyril Bickersteth, född 1858, död 1936, var en engelsk präst och författare. Hans bok Letters to a Godson: How to read the Old Testament in the light of the New (Brev till en gudson: Att läsa Gamla testamentet i ljuset av Nya testamentet) har utgivits i 24 upplagor mellan 1901 och 1985. Boken är kristen apologetik; den vill förklara hur man kan vara kristen i en tid när Charles Darwins utvecklingslära och annan ny kunskap gjort det intellektuellt ohållbart att tolka Bibeln bokstavligt. Han var också ett av de barn som fotograferades av Lewis Carroll.